# Ditylus
Ditylus es un género de coleóptero de la familia Oedemeridae con distribución holártica. Los adultos son activos entre mayo y agosto. Hibernan en estado de pupas. Las larvas pueden llevar tres años para completar el desarrollo. 

## Especies
Las especies de este género son:
- Ditylus atromaculatus Pic, 1922
- Ditylus caeruleus (Randall, 1838)
- Ditylus gracilis LeConte, 1854
- Ditylus laevis (Fabricius 1787)[2]
- Ditylus lienharti Théobald, 1940
- Ditylus praetermittus Švihla, 2005
- Ditylus quadricollis LeConte, 1851
- Ditylus sichuanus Švihla, 1996
- Ditylus tibetanus Švihla, 2005